# Aigua ultrapura

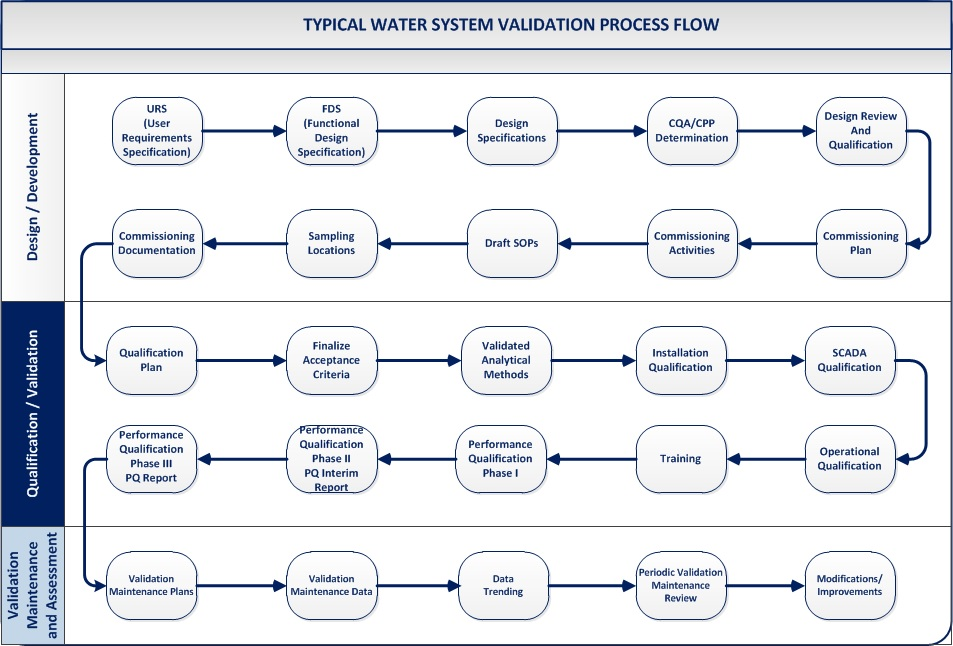
Flux del procés de validació del sistema d'aigua ultrapura

L'aigua ultrapura (UPW), l'aigua d'alta puresa o l'aigua altament purificada (HPW) és aigua que s'ha purificat amb especificacions poc habituals. L'aigua ultrapura és un terme que s'utilitza habitualment en la fabricació per emfatitzar el fet que l'aigua es tracta amb els nivells més alts de puresa per a tots els tipus de contaminants, inclosos: compostos orgànics i inorgànics; matèria dissolta i en partícules; volàtil i no volàtil; reactiu i inert; hidròfil i hidròfob; i gasos dissolts.
UPW i el terme d'aigua desionitzada (DI) no són el mateix. A més del fet que UPW elimina partícules orgàniques i gasos dissolts, un sistema UPW típic té tres etapes: una etapa de pretractament per produir aigua purificada, una etapa primària per purificar encara més l'aigua i una etapa de poliment, la part més cara del procés de tractament.

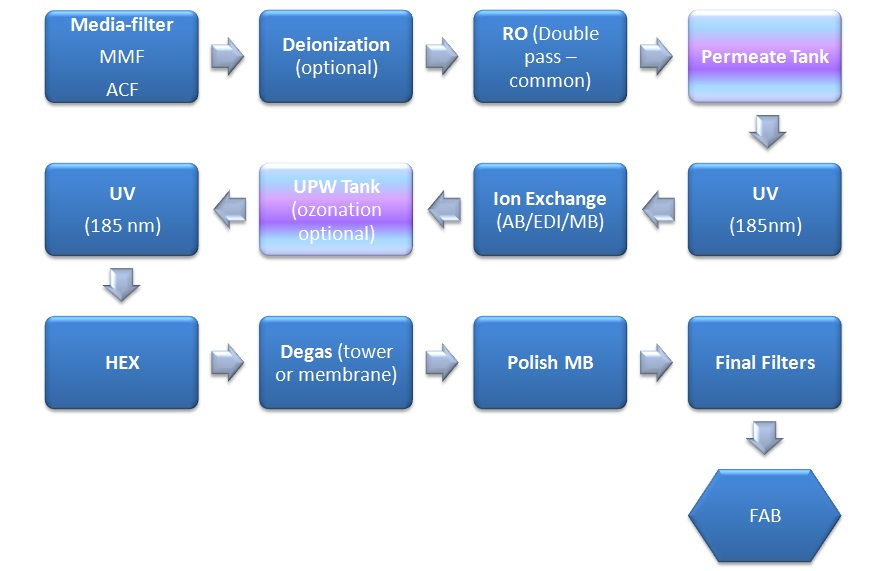
Configuració típica del sistema d'aigua ultrapura de semiconductors Esquema d'un sistema típic de purificació d'aigua ultrapura per a una planta de semiconductors.

Diverses organitzacions i grups desenvolupen i publiquen estàndards associats a la producció d'UPW. Pel que fa a la microelectrònica i l'energia, inclouen Semiconductor Equipment and Materials International (SEMI) (microelectrònica i fotovoltaica), American Society for Testing and Materials International (ASTM International) (semiconductor, potència), Electric Power Research Institute (EPRI) (potència), American Society of Mechanical Engineers (ASME) (energia) i International Association for the Properties of Water and Steampower (IAPWS). Les plantes farmacèutiques segueixen els estàndards de qualitat de l'aigua desenvolupats per les farmacopees, de les quals tres exemples són la Farmacopea dels Estats Units, la Farmacopea Europea i la Farmacopea Japonesa.
Els requisits més utilitzats per a la qualitat UPW estan documentats per ASTM D5127 "Guia estàndard per a l'aigua ultrapura utilitzada a les indústries de l'electrònica i els semiconductors" i SEMI F63 "Guia per a l'aigua ultrapura utilitzada en el processament de semiconductors".
L'aigua ultra pura també s'utilitza com a aigua d'alimentació de calderes a la flota AGR del Regne Unit.

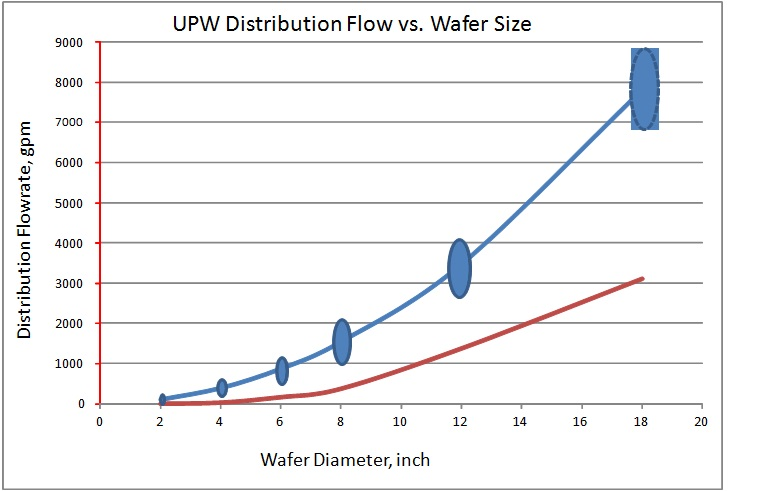
Relació entre el cabal d'aigua ultrapura i la mida de l'hòstia

## Aplicacions

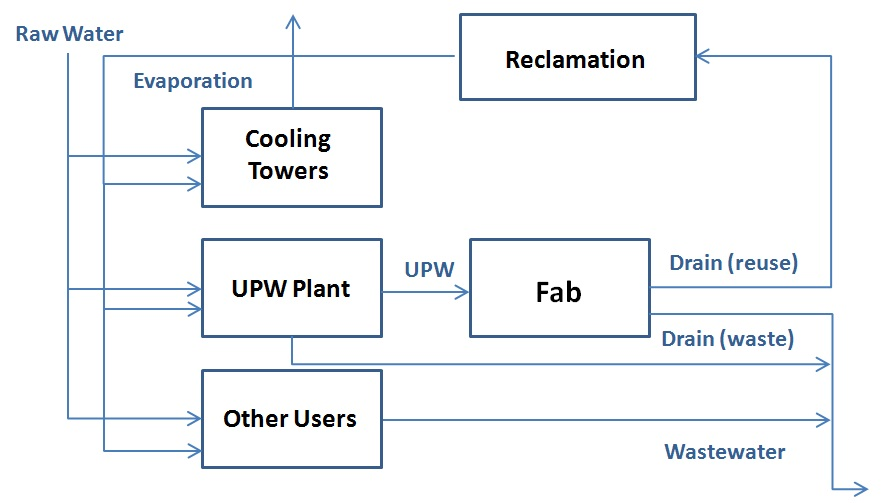
Esquema d'un sistema d'aigua típic en una planta de semiconductors